# Tiago Rocha
Tiago Rocha (født 17. oktober 1985 i São Paio de Oleiros, Portugal) er en portugisisk håndboldspiller, som spiller i Sporting CP og på Portugals herrehåndboldlandshold.
Han deltog under EM i håndbold 2020 i Sverige/Østrig/Norge.